# BSD
Беркли софтвер дистрибјушон (Би-Ес-Ди) био је оперативни систем заснован на Рисерч јуниксу, који је развио и дистрибуирао Компјутер системс рисерч груп (Си-Ес-Ар-Џи) на Универзитету Калифорније. Данас се темин „Би-Ес-Ди” често односи на његове потомке, Фри БСД, Опен БСД, Нет БСД или Драгонфлај БСД.
Би-Ес-Ди је првобитно назван Беркли јуникс зато што је био заснован на изворном коду оригиналног Јуникса развијеног у Беловим лабораторијама. Осамдесетих година прошлог века, Би-Ес-Ди је био широко прихваћен од стране продаваца радних станица у облику власничких јуникс варијанти као што су Ди-И-Си ултрикс и Сан мајкросистемс сан ОС због дозвољеног лиценцирања и блискости према многим оснивачима и инжењерима технолошке компаније.
Иако су ови власнички Би-Ес-Ди деривати у великој мери замењени деведесетих година од стране Јуникс Ес-Ви-Ар4 и Оу-Ес-Еф/1, каснија издања су обезбедила основу за неколико оперативних система отвореног кода, укључујући Фри БСД, Опен БСД, Нет БСД, Драгонфлај БСД, Дарвин и Тру ОС. Они су, пак, припојени власничким оперативним системима, укључујући Windows и Еплов Mac OS и . Код из FreeBSD-а је такође коришћен за креирање оперативног система за PlayStation 5, PlayStation 4, PlayStation 3, PlayStation Vita, и Nintendo Switch.

## Историја
Најраније дистрибуције Јуникса из Белових лабораторија 1970-их укључивале су изворни код оперативног система, омогућавајући истраживачима на универзитетима да модификују и прошире Јуникс. Оперативни систем је стигао на Беркли 1974. године, на захтев професора информатике Боба Фабрија који је био у програмском комитету за Симпозијум о принципима оперативних система где је Јуникс први пут представљен. PDP-11/45 је купљен за покретање система, али из буџетских разлога, ова машина је дељена са групама за математику и статистику на Берклију, које су користиле RSTS, тако да је Јуникс радио на машини само осам сати дневно (понекад током дању, понекад и ноћу). Већи PDP-11/70 је био инсталиран на Берклију следеће године, користећи новац из пројекта базе података Ингрес. Разумевање BSD-а захтева зарањање далеко у историју Јуникса, оперативног система који су први пут објавиле АТ&Т Белове лабораторије 1969. године. BSD је започео живот као варијанта Јуникса коју су програмери са Универзитета Калифорније у Берклију, на почетку предвођени Билом Џојем, почели да развијају крајем 1970-их.
У почетку, BSD није био клон Јуникса, чак ни његова суштински другачија верзија. Само је укључивао неке додатне функције, које су биле испреплетене са кодом у власништву АТ&Т-а.
Године 1975, Кен Томпсон је узео сабатикал из Бел лабораторија и дошао на Беркли као гостујући професор. Он је помогао је да се инсталира верзија 6 Јуникса и почео да ради на Паскал имплементацији за систем. Дипломирани студенти Чак Хејли и Бил Џој побољшали су Томпсонов Паскал и применили побољшани уређивач текста, ex. Други универзитети су се заинтересовали за софтвер на Берклију, и тако је 1977. Џој почео да компајлира прву Беркли софтверску дистрибуцију (1BSD), која је објављена 9. марта 1978. године. 1BSD је био додатак верзији 6 Јуникса, а не комплетан оперативни систем сам по себи. Послато је тридесетак примерака.
Друга Беркели софтверска дистрибуција (2BSD), објављена у мају 1979. године, је укључивала ажуриране верзије софтвера 1BSD, као и два нова Џојева програма који постоје на Јуникс системима до данас: vi уређивач текста (визуелна верзија програма ex) и Ц шкољка. Бил Џој је послао неких 75 копија 2BSD-а.

## Технологија

### Беркли сокети
Беркли јуникс је био први Јуникс који је садржао библиотеке које су подржавале стекове интернет протокола: Беркли сокете. Јуниксна имплементација IP претече, ARPAnet , са  и Telnet клијентима, била је направљена на Универзитету у Илиноису 1975. године, и била је доступна на Берклију. Међутим, мала количина меморије на PDP-11 условила је компликовани дизајн и узроковала проблеме у погледу перформансе.

## Дистрибуције
Дистрибуције Би-Ес-Дија данас у употреби (могуће их је набавити путем интернета):
- Фри БСД
  - Драгонфлај БСД
  - Фри ЗБИ (верзија која се извршава са оптичког диска)
  - Пико БСД
  - Трастед БСД
  - Клоузд БСД
- Нет БСД
- Опен БСД
  - Мајкро БСД
  - Мир БСД
- Дарвин (језгро система Mac OS)

## Лиитература
- Marshall K. McKusick, Keith Bostic, Michael J. Karels, John S. Quartermain (1996). The Design and Implementation of the 4.4BSD Operating System. ISBN 978-0-201-54979-9. . Addison Wesley.
- Marshall K. McKusick, George V. Neville-Neil (2004). The Design and Implementation of the FreeBSD Operating System. ISBN 978-0-201-70245-3. . Addison Wesley.
- Samuel J. Leffler, Marshall K. McKusick, Michael J. Karels, John S. Quarterman (1989). The Design and Implementation of the 4.3BSD UNIX Operating System. ISBN 978-0-201-06196-3. . Addison Wesley.
- McKusick, Marshall Kirk (1999). „Twenty Years of Berkeley Unix – From AT&T-Owned to Freely Redistributable”.  Ур.: DiBona, Chris; Ockman, Sam; Stone, Mark. Open Sources: Voices from the Revolution. O'Reilly. ISBN 978-1-56592-582-3.
- Peter H. Salus (2008). The Daemon, the GNU & The Penguin. ISBN 978-0-9790342-3-7. . Reed Media Services.
- Peter H. Salus (1994). A Quarter Century of UNIX. ISBN 978-0-201-54777-1. . Addison Wesley.
- Peter H. Salus (1995). Casting the Net. ISBN 978-0-201-87674-1. . Addison-Wesley, March.
- Salus, Peter H. (2005). „Chapter 7. BSD and the CSRG”. The Daemon, the Gnu and the Penguin. Groklaw. Архивирано из оригинала 14. 06. 2020. г. Приступљено 30. 06. 2023.
- Salus, Peter H. (1. 6. 1994). A Quarter Century of UNIX. Addison Wesley. стр. 142. ISBN 978-0-201-54777-1.
- Toomey, Warren. „Details of the PUPS archives”. tuhs.org. The Unix Heritage Society. Приступљено 6. 10. 2010.
- Shacklette, Mark (2004). „Unix Operating System”. The Internet Encyclopedia. Wiley. стр. 497. ISBN 9780471222019.
- Salus, Peter H. (2005). „Chapter 6. 1979”. The Daemon, the Gnu and the Penguin. Groklaw. Архивирано из оригинала 21. 05. 2023. г. Приступљено 30. 06. 2023.
- „The Internet, Unix, BSD, and Linux”.
- „Index of /Archive/Distributions/UCB/2.11BSD/Patches”.
- Quarterman, John S.; Silberschatz, Abraham; Peterson, James L. (децембар 1985). „4.2BSD and 4.3BSD as examples of the Unix system”. Computing Surveys. 17 (4): 379—418. CiteSeerX 10.1.1.117.9743 . S2CID 5700897. doi:10.1145/6041.6043.
- McKusick, Marshall Kirk (јануар 1999). „Twenty Years of Berkeley Unix – From AT&T-Owned to Freely Redistributable”.  Ур.: DiBona, Chris; Ockman, Sam; Stone, Mark. Open Sources: Voices from the Revolution (first изд.). O'Reilly. ISBN 978-1-56592-582-3.
- „Open Sources: Voices from the Open Source Revolution”. 29. 3. 1999.
- McKusick, M.K.; Karels, M.J.; Sklower, Keith; Fall, Kevin; Teitelbaum, Marc; Bostic, Keith (1989). „Current Research by The Computer Systems Research Group of Berkeley” (PDF). Proc. European Unix Users Group.
- Hibler, Mike (јул 1999). „HPBSD: Utah's 4.3bsd port for HP9000 series machines”. Приступљено 10. 2. 2014.
- Babcock, Charles (14. 8. 2006). „What's The Greatest Software Ever Written?”. InformationWeek. Архивирано из оригинала 21. 10. 2012. г. Приступљено 2009-01-20.